# Санер, Эрсан
Хамза́ Эрса́н Сане́р (тур. Hamza Ersan Saner; род. 1966, Фамагуста) — северокипрский государственный и политический деятель, премьер-министр Турецкой Республики Северного Кипра с 9 декабря 2020 по 5 ноября 2021 года.

## Биография
Родился в 1966 году в Фамагусте.
В 1988 году окончил факультет архитектуры Университета Тракья.
Женат, имеет двоих детей. Говорит по-английски.

## Премьер-министр Турецкой Республики Северного Кипра
Президент Эрсин Татар поручил 7 ноября 2020 года сформировать правительство Эрсану Санеру, поскольку он временно будет его председателем до съезда Партии национального единства. После 14 дней контактов с другими политическими партиями он не смог сформировать правительство и вернулся на этот пост 21 ноября 2020 года. После того, как лидер Турецко-республиканской партии Туфан Эрхурман, которому было поручено сформировать правительство, не смог сформировать правительство, 7 декабря 2020 года Эрсану Санеру было поручено сформировать правительство во второй раз. 8 декабря 2020 года Партия национального единства — Демократическая партия и Коалиционный правительственный протокол Партии возрождения были подписаны. Он стал премьер-министром Северного Кипра, когда список министров был утверждён президентом республики Эрсином Татаром 9 декабря 2020 года.

### Отставка
Санер был вынужден уйти в отставку после того, как появилось видео, на котором он мастурбирует во время разговора с полураздетой женщиной в видеоприложении FaceTime.
13 октября 2021 года Санер сообщил президенту Татару, что его правительство ушло в отставку. Согласно Конституции Северного Кипра, он оставался исполняющим обязанности премьер-министра до формирования нового правительства под руководством Фаиза Суджуоглу.